# Jagtlust (plantage)

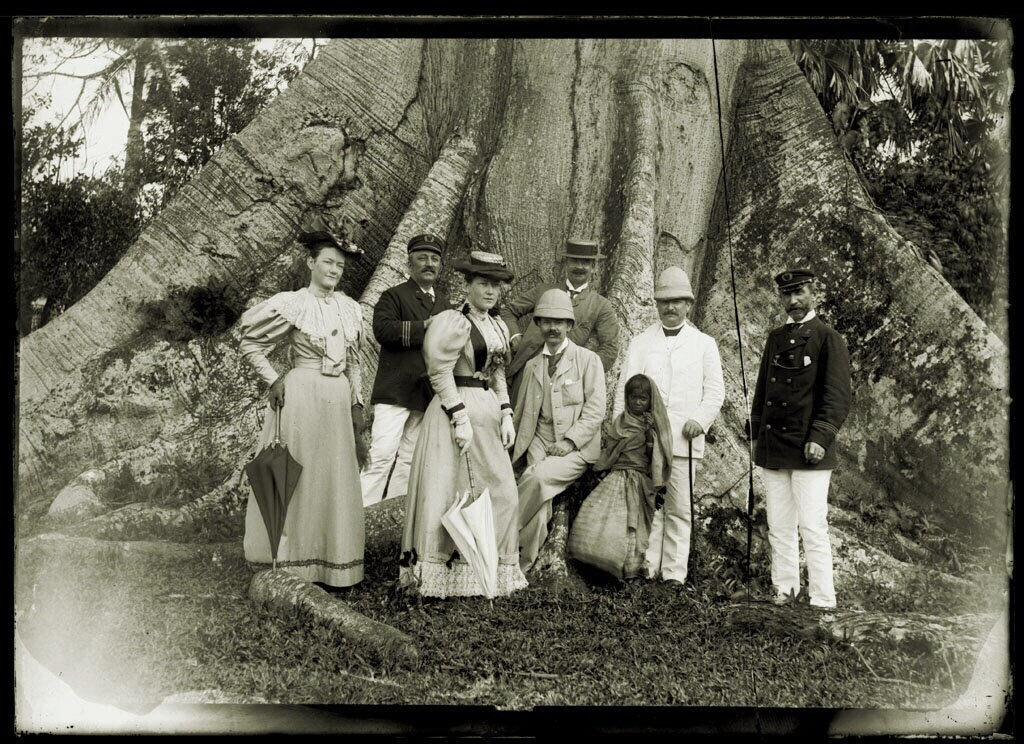
Groep kolonisten onder de kankantrie (boom) op plantage Jagtlust, eind 19e eeuw

Jagtlust was een plantage aan de Surinamerivier in het district Commewijne in Suriname. De plantage ligt aan de rivier tussen de plantages Meerzorg en Dordrecht.

## Vroege geschiedenis
De plantage werd omstreeks 1735 aangelegd door Frederik Berewout, die onder meer bewindhebber was van de West-Indische Compagnie en directeur van de Sociëteit van Suriname. Al snel werd ze samengevoegd met de grond die in 1735 werd uitgegeven aan Willem Gerard van Meel, raad-fiscaal in Suriname en later griffier bij het Hof van Justitie in Paramaribo. Door de samenvoeging ontstond een grote plantage van 2.000 akkers. Berewout was daarnaast ook eigenaar van plantage De Nieuwe Grond aan de Commewijnerivier.
In 1777 verhypothekeerde Berewout zijn gehele bezit bij het negotiatiefonds onder Pieter Biesterbos te Amsterdam. Na tien jaar was deze hypotheek nog bij lange na niet afgelost, daarom nam het fonds de plantages in eigendom. Het negotiatiefonds werd daartoe omgezet in een zogenaamde 'sociëteit van eigendom'. De directie van het fonds was inmiddels overgegaan op H. van de Poll Harmansz. en H.A. Insinger.

## Bloeitijd
In 1793 werd koffie en katoen verbouwd. De plantage werd in 1818 verkocht aan de beheerder, de administrateur Georg Nicolas Linck uit Hamburg. Linck was een van de grootste plantage-administrateurs in Suriname. Hij beheerde in 1821 dertien plantages waarvan zes van hemzelf, waaronder Hamburg aan de Saramacca. Hij was daarnaast administrateur voor de firma Insinger en Co. Deze was eigenaar van onder andere katoen-, suiker- en cacaoplantages. Linck trouwde in 1802 met Johanna Charlotta Vogt. Na zijn overlijden, omstreeks 1826, erfde zij de plantage. Deze bleef tot zeker 1846 in de familie.

## Na de emancipatie
Bij de emancipatie in 1863 kregen de slaven onder voorwaarden de vrijheid. Na het aflopen van de gedwongen arbeidscontracten vertrokken de creolen van de plantage. Tussen 1874 en 1929 zijn daarom door George Henry Barnet Lyon en zijn erfgenamen 1061 brits-indische en 793 Javaanse  contractarbeiders aangenomen om de plantage te kunnen voortzetten. Barnet Lyon was ook deels eigenaar van 'Alkmaar', 'Frederiksdorp' en eigenaar van 'Garciaskamp'. Zijn vader, Joshua Lyon, was eigenaar van de plantages 'Suzanna's Daal' en 'Vriendsbeleid en Ouderzorg'. In 1891 werd de directeur door opstandige Hindoestaanse werknemers vermoord. De reactie van diverse plantage-eigenaren was typerend. Net als in de tijd voor de emancipatie werd meteen om strengere behandeling en bestraffing gevraagd en niet gekeken naar de eigen verantwoordelijkheid. De dader kreeg 20 jaar dwangarbeid. Na het overlijden van Barnet Lyon bleven zijn erfgenamen tot zeker 1938 eigenaar van de plantage.

## Recente geschiedenis
Aan het einde van de 19e eeuw was 'Jagtlust' de grootste cacaoproducent van Suriname.  De krullotenziekte maakten daar snel een einde aan. Daarnaast trad ook de beruchte Panamaziekte in de bananen op die maakte dat er in 1910 geen enkele banaan meer op de plantage te vinden was. De dalende inkomsten moesten door andere gewassen gecompenseerd worden. Op kleine schaal heeft men dat met de teelt van rubber geprobeerd, maar dat werd geen succes. Veel beter verging het de overgang van cacao naar koffie. Alle cacaoaanplant die dood ging door de krullotenziekte, werd vervangen door koffie. Dit leidde ertoe dat in 1930 'Jagtlust' door Thomas Waller werd genoemd als voorbeeld voor andere plantages.
In 1948 vestigde de N.V. houthandel 'De Nieuwe Onderneming' zich op de plantage. In 1954 werd dit bedrijf overgenomen door Bruynzeel, de fabriek werd verplaatst naar Beekhuizen.
Een deel van de plantage is ten slotte verkaveld ten behoeve van een woningbouwproject.

## Trivia
Volgens het emancipatieregister was de timmerman Toontje Jesaja Leeuwin, slavennaam Toontje, een privé-slaaf van Barnet Lyon. Hij is de voorouder van Sylvana Simons en Dolores Leeuwin.
A la bonne heure · Anna's Zorg · Akkerboom · Alliance · Alkmaar · Andresa · Auka · Andreesgift · Bantaskine · Barbados · Batavia · Beekenhorst · Belladrum · Bellevue · Belwaarde · Beninenburg · Berg en Dal · Bergen op Zoom · Berlijn (Commewijne) · Berlijn (Para) · Bethlehem · Boksweide · Boston · Botany Bay · Boxel · Bronswijk · Brouwerslust · Bruinendaal · Bucklebury · Buitenrust · Burnside · Cadrosspark · Caledonia · Campenburg · Cannewapibo · Catharina Sophia · Clevia  · Cliffort-Kokshoven · Clyde · Concordia · Concordia en een Kwart Lot · Courcabo · De Dageraad · De Goede Vriendschap · De Resolutie · De Vier Hendrikken · Diamond · Dijkveld · Domburg · Dordrecht · Eendragt · Elisabeth's Hoop · Ellen · L'Espérance (Nickerierivier) · L'Espérance (Surinamerivier) · Esthersrust · Fairfield · Fortuin · Flora · Florentia · Frederiksburg · Frederiksdorp · Frederikslust · Geertruidenberg · Geyersvlijt · Glensander · Gloria · Groot Chatillon · Groot Marseille · Guadeloupe · Hague · Hamburg · Hamilton · Hamptoncourt · Hannover · Hazard · Hebron · Hecht en Sterk · Hooyland · Hope · Houttuin · Huntly · Huwelijkszorg · Inverness · Jagtlust · Jodensavanne · Johan & Margaretha · Johanna Catharina · Johanna Maria · Johannesburg · John · Katwijk · Kent · Kerkshoven · Killenstein · Klein Bellevue · Kleinhoop · Krappahoek · Kroonenburg · Kwatta · La Jalousie · La Prosperité · La Rencontre · La Ressource (Saramacca) · La Ressource (Surinamerivier) · La Singularité · Laarwijk · Leasowes · Leliëndaal · Leonsberg · Livorno · Longmay · Lunenburg · Lust en Rust · Lustrijk · Maasstroom · Margarethenburg · Maria Petronella · Mariënbosch · Mariënburg · Margaretha's Gift · Mary's Hope · Meerzorg · Merveille · Moed en Kommer · Mon Bijou · Mon Souci · Mon Trésor · Monnikendam · Mopentibo · Morgenster · Moy · Nieuw Mocha · Nieuwzorg · Nieuwe Aanleg · De Nieuwe Grond · Nijd en Spijt · Novar · Nursery · Nut en Schadelijk · Onoribo · Onverwacht · Oranibo · Ornamibo · Overbrug · Overtoom 
· Oxford · Palestina · Paradise · Persévérance · Petersburg · Picardië · Peperpot · Pieterszorg · Plaisance · Poelwijk · Potosie · Purmerend · Reijnsdorp · Reijnsfort · Rijnberk · Roosenburg · Rorac · Rust en Werk · Rustenburg · Saltzhalen · Sans Souci · Saphir · Sarah · Sardam · Schaapstede · Schoonoord · Sinabo en Gelre · Sint Barbara · Sint Eustatius · Slootwijk · Sorgvliet · Spieringshoek · Standvastigheid · Suidwijn · Suzanna's Daal · Toevlugt (Surinamerivier) · Tout Lui Faut · Toledo · Totness · Tyronne · 't Vertrouwen · Victoria · Vierkinderen · Visserszorg · Voorburg · Voorzorg (Saramacca) · Vossenburg · Vredenburg · Vriendsbeleid en Ouderzorg · Vreeland · Waltonhall · Waldijk · Waterloo · Wederzorg · Welbedacht · Welgelegen (Commewijne) · Welgelegen (Coronie) · Welgevallen · Weltevreden · Wolffs Capoerica · Wolfenbüttel · 't Ylant · Zoelen · Zorg en Hoop (hout) · Zorg en Hoop (indigo) · Zorg en Hoop (katoen) · Zorg en Hoop (suiker)